# Лорікарія нитчаста
Лоріка́рія нитчаста (Dasyloricaria filamentosa) — це малорухливі риби, що проживають у верхніх течіях Амазонки. Рот грає роль присмоктувача, щоб триматись у сильних потоках течії. Тіло лорікарії нагадує форму витягнутої краплі, покрите кістяними елементами. Не вибагливі до температури (від 20-ти до 31-ого°С) і жорсткості води, як у водоймах, так і у акваріумах. Невибагливі і до харчування: корм може бути живий, сухий, рослинний. Найкраще харчуються рослинним кормом; харчування таким живим кормом як мотиль часто трагічно закінчується в період розмноження (риби переїдаються після недостатнього харчування).
Виводять потомство парами. Навіть у акваріумах пари ховаються від інших риб.

## Поради акваріумістам
Найкраще ікру лорікарії ставити у непрозорих трубочках діаметром 20-25 мм і довжиною 100–150 мм, у яких майбутні мальки будуть зручно себе почувати. Через три доби трубочку з ікрою краще перенести у невелику посудину із чистою водою такої ж жорсткості, або трішки м'якшої. Личинки появляться на світ через 6-7 діб після відкладення ікри. На перших порах мальків найкраще годувати дрібним сухим кормом. Корм слід давати у великих кількостях, але потрібно слідкувати за чистотою тимчасової води. Через місяць малих риб можна пустити до акваріума.